# اچ‌ام‌تی تاماس (۱۹۳۸)
اچ‌ام‌تی تاماس (۱۹۳۸) (به انگلیسی: HMT Thames (1938)) یک کشتی است. این کشتی در سال ۱۹۳۸ ساخته شد.